# Torre del Perelló
La Torre del Perelló és una obra d'Aiguamúrcia (Alt Camp) protegida com a Bé Cultural d'Interès Local.

## Descripció
Torre de planta quadrangular, de 4,56 x 4,7 metres exteriorment. Conserva tota la seva alçada, amb les parets de carreus irregulars i morter i algunes petites obertures. La coberta, d'una sola vessant, ha desaparegut. La torre es troba adossada a un màs també abandonat.

## Història
Apareix citada en el testament d'Elisenda de Fenollar de l'any 1247.